# Мишон Канјон (Калифорнија)
Мишон Канјон (енгл. Mission Canyon) насељено је место без административног статуса у америчкој савезној држави Калифорнија.

## Демографија
По попису из 2010. године број становника је 2.381, што је 229 (-8,8%) становника мање него 2000. године.
| Група             | 2000.         | 2010.         |
| Белци             | 2.336 (89,5%) | 2.062 (86,6%) |
| Афроамериканци    | 11 (0,4%)     | 14 (0,6%)     |
| Азијати           | 34 (1,3%)     | 40 (1,7%)     |
| Хиспаноамериканци | 173 (6,6%)    | 198 (8,3%)    |
| Укупно            | 2.610         | 2.381         |